# Sielsowiet Czuczewicze
Sielsowiet Czuczewicze (biał. Чучавіцкі сельсавет; ros. Чучевичский сельсовет) – sielsowiet na Białorusi, w obwodzie brzeskim, w rejonie łuninieckim, z siedzibą w Czuczewiczach Wielkich.
Według spisu z 2009 sielsowiet Czuczewicze zamieszkiwało 2989 osób, w tym 2942 Białorusinów (98,43%), 31 Rosjan (1,04%), 9 Ukraińców (0,30%), 1 Polak (0,03%), 1 Estończyk (0,03%), 1 Komi-Permiak (0,03%) i 4 osoby, które nie podały żadnej narodowości.

## Miejscowości
- agromiasteczko:
  - Czuczewicze Wielkie
- wsie:
  - Borowiki
  - Czuczewicze Małe
  - Kormuż
  - Ługi
- chutor:
  - Przedział